# Geoffroy de Mortemer
Geoffroy de Mortemer (en anglais : Geoffrey Mortimer), né vers 1308 ou 1309 et mort avant le 5 mai 1376, est un noble anglo-français du XIVe siècle, membre de la famille Mortemer.

## Biographie

### Famille
Geoffroy est l'un des fils de Roger Mortimer, 3e baron Mortimer de Wigmore, au nord de Hereford, et 1er comte de March, et de Jeanne de Joinville, 2e baronne Geneville. Son père est sous le règne du roi Édouard II l'un des plus puissants barons des marches galloises. Sa mère est quant à elle la petite-fille de Geoffroy de Joinville et de Mahaut de Lacy, et devient l'héritière des barons des Marches et d'Irlande ; elle est également la petite-nièce de Jean de Joinville, biographe de Saint Louis.

#### Origine
La famille Mortimer descend d'un des compagnons anglo-normands de Guillaume le Conquérant débarqués avec lui en Angleterre en 1066 : Raoul de Mortemer.

#### Enfance
Né vers 1308 ou 1309, Geoffroy Mortimer n'est que le cinquième enfant et le troisième fils du couple et, de ce fait, il est alors peu probable qu'il hérite des nombreux titres ou biens paternels ou maternels. Pour autant, il est rapidement désigné en tant qu'héritier des possessions que détient sa grand-mère maternelle Jeanne de Lusignan, dame de Couhé et de Peyrat, qui réside dans le royaume de France et y possède plusieurs terres. Ainsi, il est fort probable que Geoffroy demeure en France pendant l'essentiel de son enfance et de son adolescence. Il sert vraisemblablement en tant qu'écuyer auprès de Jean de Fiennes, baron de Fiennes et de Tingry, en Picardie, dont il est parent via sa grand-mère paternelle Marguerite de Fiennes. Cette filiation fait de Geoffroy le cousin de Robert de Fiennes, plus tard connétable de France.

### Exil en France
En raison de sa présence durable auprès de la famille de Fiennes en France, Geoffroy Mortimer n'assiste pas à la révolte infructueuse que son père et d'autres barons anglais conduisent contre le roi Édouard II à compter de l'été 1321, qui s'achève par la reddition et l'emprisonnement de Roger Mortimer à la Tour de Londres en janvier 1322. Contrairement aux autres membres de sa fratrie, Geoffroy n'est alors pas en Angleterre et échappe au destin de ses frères Edmond, Roger et John, qui sont incarcérés sur ordre du roi Édouard. Il demeure en France et hérite des biens de sa grand-mère Jeanne de Lusignan à sa mort, survenue peu avant le 13 avril 1323. Geoffroy prend par la suite contrôle des seigneuries de sa grand-mère, situées à Couhé, Peyrat, Pontarion, Salles et Genté.
Avant la fin de la même année, Geoffroy rend hommage au roi de France Charles IV le Bel pour les nouveaux domaines qu'il vient d'acquérir. Entretemps, son père Roger s'évade de la Tour de Londres le 1er août 1323, s'embarque pour la France et le rejoint en Picardie. Roger Mortimer, désormais le leader officiel de la fronde baronniale au roi d'Angleterre, s'appuie sur les revenus de son fils afin de maintenir son train de vie qui lui permet d'entrer en contact avec d'autres rebelles anglais réfugiés sur le continent. On sait en effet que les possessions de Geoffroy sont d'une valeur estimée à 16 000 livres en novembre 1324, date à laquelle il donne en gage ses biens français pour cette somme à Charles IV, à condition qu'il rembourse ladite somme dans un délai de trois ans.

### Retour en Angleterre
Geoffroy figure au sein de l'armée d'insurgés que lève son père en septembre 1326 pour aller renverser Édouard II. L'invasion se révèle être un succès : l'armée royale fait défection et le roi est capturé et emprisonné, avant d'être destitué par le Parlement en janvier 1327. Le 1er février suivant, au cours du couronnement du nouveau roi Édouard III que Roger Mortimer peut encore contrôler au vu de son jeune âge, Geoffroy et ses frères Edmond et Roger sont vêtus comme des comtes de la pairie du royaume et sont formellement adoubés par Henri de Lancastre, 3e comte de Lancastre. Pendant les trois années qui suivent, Roger Mortimer gouverne réellement l'Angleterre au nom du roi et en profite pour s'attribuer de nombreux honneurs, dont le titre de comte de March en octobre 1328.
Roger témoigne en outre d'une faveur croissante envers son fils Geoffroy, notamment en lui attribuant en mars 1330 le château de Donnington, récemment confisqué à Edmond de Woodstock, 1er comte de Kent. Geoffroy n'hésite pourtant pas à surnommer son père « le Roi des Fous ». Toutefois, inquiet de la toute-puissance du comte de March, Édouard III fait arrêter Roger Mortimer ainsi que ses fils le 19 octobre 1330. Accusé d'avoir usurpé l'autorité royale, le comte de March est déchu de tous ses titres et exécuté le 29 novembre. Geoffroy Mortimer est quant à lui blanchi de toute implication dans les crimes de son père et est rapidement relâché par le roi. Il est autorisé à quitter l'Angleterre mais voit tous ses biens anglais confisqués par la couronne.

### Vie ultérieure en France et mort
Geoffroy passe ainsi le reste de sa vie dans ses possessions françaises, où il mène alors une existence extrêmement discrète. Il y épouse une certaine Jeanne de Lezay, avec laquelle il a un fils, Jean, et une fille, Jeanne. On dispose tout de même de certaines informations sur les activités de Geoffroy, notamment le litige qui l'oppose durablement avec la couronne de France au sujet de l'abbaye de Saint-Maixent. En effet, celle-ci se situe à proximité de ses terres de Couhé et Geoffroy revendique l'autorité sur le bâtiment religieux, alors qu'il ne possède qu'un fief du monastère de Saint-Maixent. En conséquence, il est condamné le 20 mai 1349 par le Parlement de Paris à payer une indemnité à la couronne.
Les rapports de Geoffroy Mortimer avec l'Angleterre reprennent ensuite après la signature du traité de Brétigny en 1360 : ses fiefs du Poitou relèvent effectivement désormais de la suzeraineté anglaise. Il prête alors hommage au prince d'Aquitaine Édouard de Woodstock à deux reprises, une première fois le 24 août 1363 dans la cathédrale de Saintes et une seconde le 13 septembre suivant à la cathédrale de Poitiers. Le 24 mars 1365, enfin, il vend ses biens de Peyrat et de Pontarion à Guy Aubert, seigneur de Bulbon. Geoffroy Mortimer meurt entre le 14 septembre 1372 et le 5 mai 1376. Son fils Jean (Ier) de Mortemer hérite donc de l'ensemble de ses titres, terres et honneurs. La lignée des Mortemer en France, sires de Couhé, perdure jusqu'au XVIe siècle, avec la mort de François de Mortemer vers 1559, sans descendant mâle.

## Mariage et descendance

### Jeanne de Lezay
Geoffroy de Mortemer  épouse, vers 1331, Jeanne de Lezay, noble poitevine, issue du sous lignage de Lezay de la maison de Lusignan.

### Postérité
Le couple a deux enfants :
- Jean de Mortemer, seigneur de Couhé dès 1376, épouse Jude de l'Isle-Jourdain[14], dame de Bastide, fille de Bertrand comte de l'Isle-Jourdain en Gascogne. Ils ont pour descendance :
  - Jean II de Mortemer (♰ 1454) qui épouse en premières noces Pernelle de Parthenay, fille de Louis de Parthenay, seigneur de Soubise ; puis en secondes noces Philippe de la Rochefoucauld[14].
- Jeanne de Mortemer, épouse du seigneur de l'Isle Bouchard.

## Sceau et Armoiries

### Sceau [1324]
Avers : Rond, 18 mm,.
Description : Dans un trilobe, écu d'un burelé chargé de six lions, 3, 2, 1, au franc canton burelé chargé d'un écusson en cœur.
Légende : ✠ SECRETVM ..VM
Légende transcrite : Secretum meum

### Armoiries [1324]
| Blason | Blasonnement : Écu burelé d'argent et d'azur de dix pièces, chargé de six lions rampants de gueules posés en orles, au franc canton d'or à la fasce d'azur, au chef tiercé en pal, le premier tranché d'azur sur or, le troisième taillé des mêmes, le deuxième d'azur au pal d'or, un écusson d'argent en cœur Commentaires : Blason de Geoffroy de Mortemer, d'après l'empreinte d'un sceau de 1324. |

Références,